# Joseph Ducreux
Báró Joseph Ducreux (Nancy, 1735. június 26. – Párizs és Saint-Denis közötti úton, 1802. július 24.) egy francia portréfestő, pasztellista, miniatűr portrékészítő, és vésnök volt. XVI. Lajos francia király udvari festőjeként nagy sikereket könyvelhetett el, a francia forradalmat követően pedig ezt tovább tudta folytatni. Újdonságot azon a téren alkotott, hogy festményei kevésbé hivatalosak, azokon érzelmek és arckifejezések is láthatóak.

## Élete

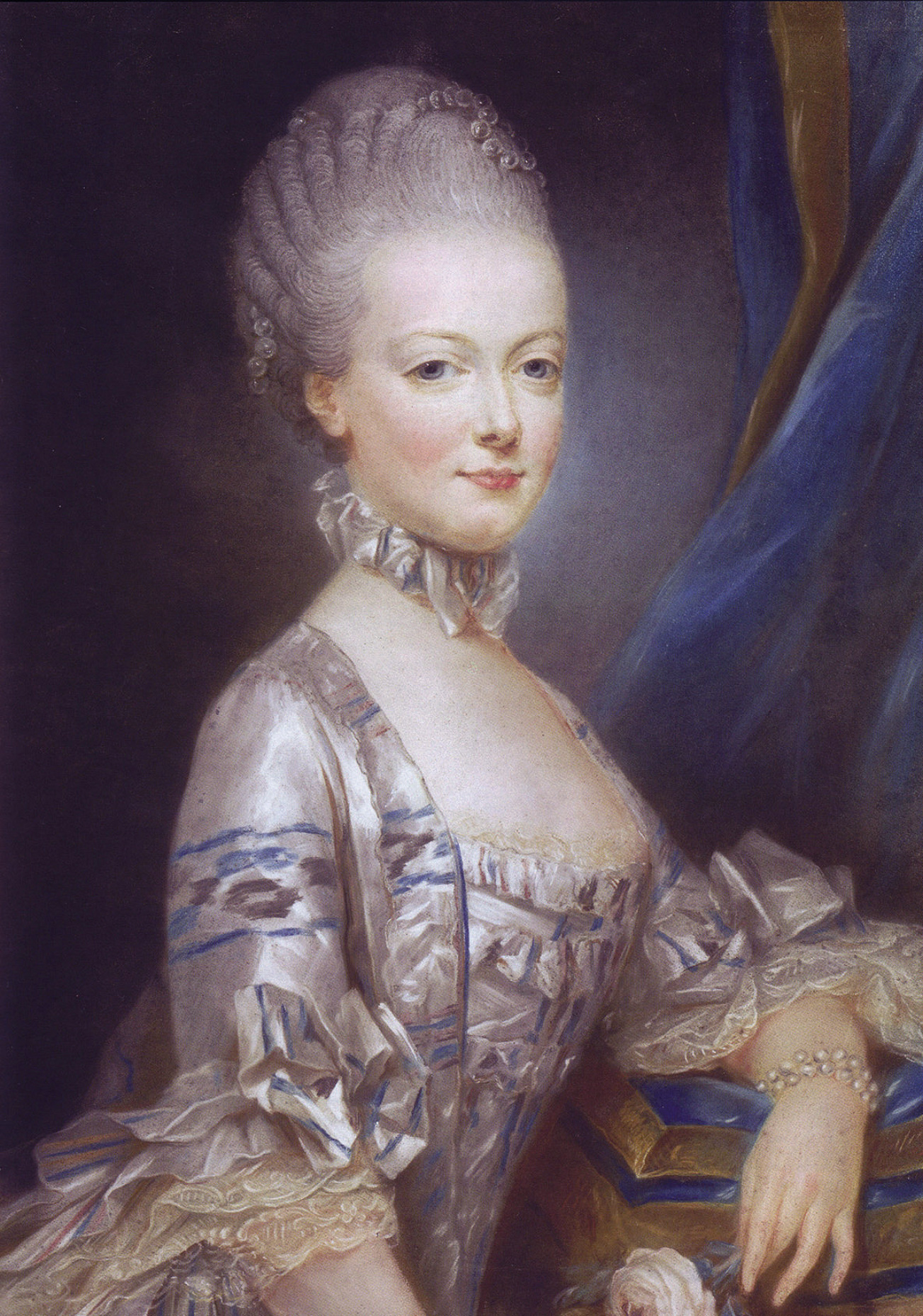
Mária Antónia 1769-ben; ezt a festményt küldték el a dauphin-nek, mielőtt találkozott volna menyasszonyával.

A franciaországi Nancyban született, s a mesterséget édesapjától leste el, aki szintén festő volt. Amikor 1760-ban Párizsba költözött, Ducreux a pasztellista Maurice-Quentin de La Tour tanítványa lett, aki kifejezetten portréfestészetre szakosodott. Technikája kialakítása során nagy hatással volt még rá Jean-Baptiste Greuze olajfestő módszere. 1769-ben Bécsbe küldték, hogy fessen meg egy miniatúrát Mária Antóniáról, mielőtt hozzáadnák a leendő XVI. Lajos francia királyhoz. Szolgálataiért megkapta a báró és a "királynő első festője" címeket, annak ellenére, hogy nem volt tagja az 1648-ban alapított Festők és Szobrászok Királyi Akadémiájának, amely pedig csak tagok részére adta ki az utóbbi címet.
A francia forradalom kitörését követően Londonba utazott, ahol befejezte XVI. Lajos utolsó portréját kivégzése előtt. Érdekében Jacques-Louis David járt közben, aki 1793-ban visszatért Párizsba. Ezután karrierjét nyugodt körülmények között folytathatta. Otthona művészek és zenészek találkozóhelye lett, akik gyakran kértek tőle képeket. Egyikük Étienne Nicolas Méhul volt, aki egyik operája főszereplőjét Ducreux-ról mintázta.
Ducreux gyermekei közül a legidősebb fiú, Jules szintén festő volt, majd gyalogsági századosként vesztette életét a jemappes-i csatában; néhány festménye ma is fennmaradt. A többi gyermeke fiatalon meghalt. Legidősebb lánya, Rose-Adélaïde Ducreux, azonban szintén festő lett.

## Munkássága

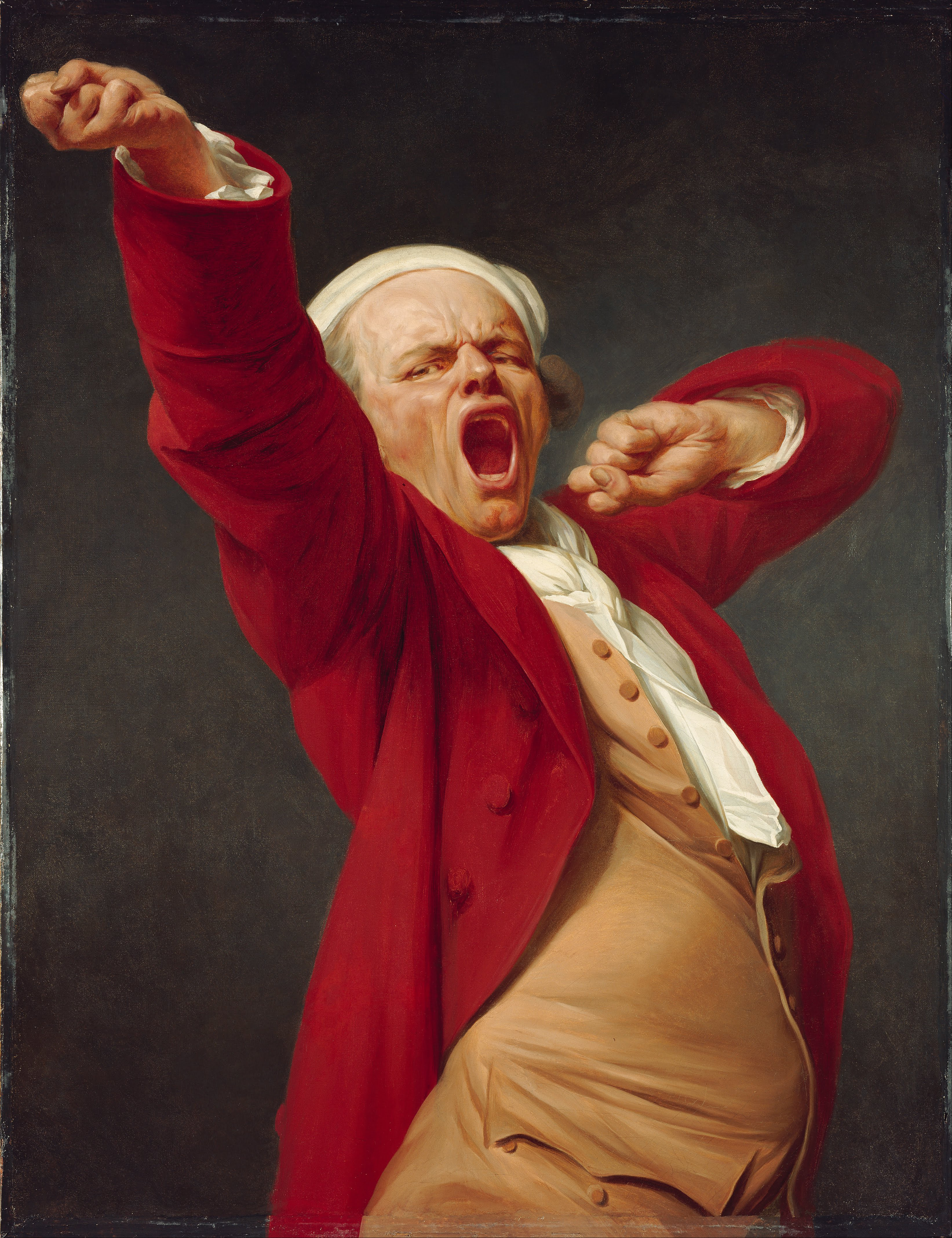
Ásító önarckép, kb. 1783

Ducreux a portréfestészetre specializálódott. Korai képein pasztellszíneket használt, amelyeken érződik De La Tour hatása. 1760-tól listát vezetett az általa készített művekről, viszont a legritkább esetben írta alá festményeit. Emiatt sok művét tévedésből másnak tulajdonították.
Ismertebb portréi közé tartozik Pierre Choderlos de Laclos és Mária Terézia magyar királynő portréja, ahogy a francia királyi párról készített művei is. Számos önarcképet is készített, amelyek manapság is közismertek, köztük az egyiken éppen egy hatalmasat ásít. Másik híres önarcképén a nézőre vigyorog és ujjával felé mutat. Már ezekből is látszik, hogy Ducreux szakítani kívánt a klasszikus "merev" portrékkal. A fiziognómia területén végzett kutatásai során arra a megállapításra jutott, hogy az arc tükrözi a képen szereplő emberek személyiségét is, tehát törekedett ezek ábrázolására is. A Le Discret című képén például egy férfi látható, aki ujját a szájához emeli, ezzel mutatva, hogy csendben marad, diszkrécióját mutatva. Képei nagy hasonlóságot mutatnak a klasszikus holland festészet portréival, és az osztrák szobrászművész, Franz Xaver Messerschmidt műveivel.

## Internetes mém
Ducreux híres önarcképe, a Portrait de l'artiste sous les traits d'un moqueur internetes mémmé vált, melynek lényege, hogy különféle rapszámok vagy popdalok dalszövegeit írják rá a képre hivatalos megfogalmazású, egyben archaizáló régies angol nyelvezettel.

## Galéria

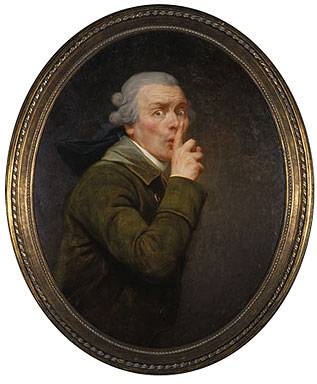
Le Discret (1790)
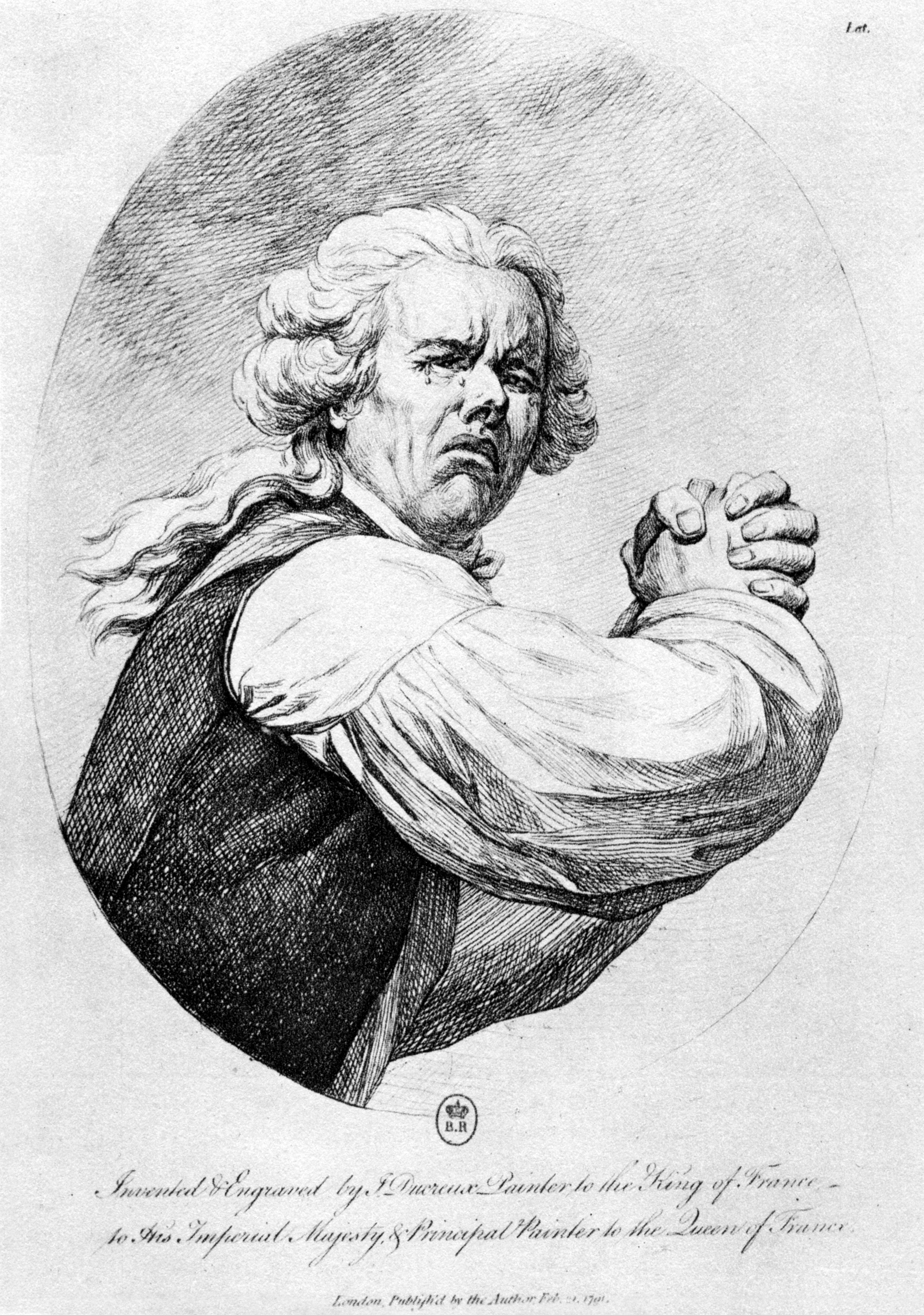
Rézkarc, 1791
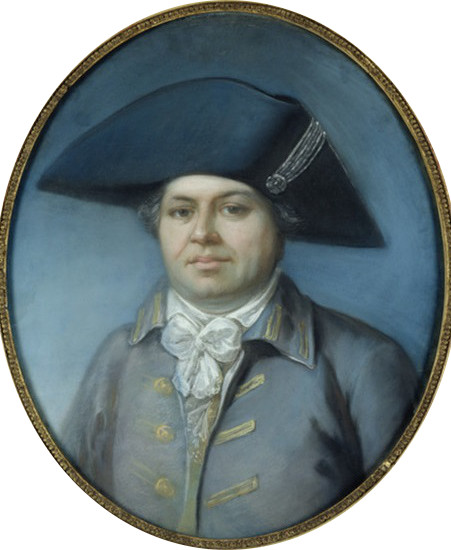
Georges Cadoudal, 1800

## Ajánlott irodalom
- (franciául) Georgette Lyon, "Joseph Ducreux. Premier peintre de Marie Antoinette," Paris, 1958
- (franciául) Emilie-Juliette Gauby, "Joseph Ducreux 1735–1802 Peintre de portraits", Student at Blaise Pascal University Clermont II, 2004]